# Sphaerias blanfordi
Sphaerias blanfordi é uma espécie de morcego da família Pteropodidae. Pode ser encontrada na Índia, Nepal, Butão, China, Mianmar, Tailândia e Vietnã.